# Spathius psammenitus
Spathius psammenitus är en stekelart som beskrevs av Nixon 1943. Spathius psammenitus ingår i släktet Spathius och familjen bracksteklar. Utöver nominatformen finns också underarten S. p. levis.